# Urad za boj proti drogam
Urad za boj proti drogam (dobesedno 'Uprava za nadzor nad prepovedanimi drogami' - DEA) je agencija ameriškega ministrstva za pravosodje, ki se posveča boju proti tihotapljenju ter uživanju drog v Združenih državah Amerike in pranju denarja. Kljub delitvi pristojnosti z FBI znotraj države, je DEA edina agencija, ki je odgovorna za usklajevanje in pregon preiskav v zvezi z bojem proti drogam v tujini. 

ZGODOVINA

Urad za narkotike in nevarne droge (BNDD - Bureau of Narcotics and Dangerous Drugs)
Urad za droge in nevarne droge (BNDD) je bil predhodnik DEA. Ustanovljena je bila leta 1968 pod poveljstvom Ministrstva za pravosodje Združenih držav, ki združuje Urad za narkotike (Bureau of Narcotics) Ministrstva za finance in Urad za nadzor nad zlorabo drog (Bureau of Drug Abuse Control) pri Ministrstvu za zdravje, izobraževanje, zdravo prehranjevanje in upravljanje z drogami v eni agenciji.
Leta 1971 je BNDD vključeval 1500 agentov in imel 43 milijonov dolarjev vreden proračun (približno štirinajstkrat več kot nekdanji urad za droge). Januarja 1971 je direktor CIA Richard Helms na zahtevo direktorja BNDD odobril program "prikritega zaposlovanja in pooblaščene podpore BNDD". Razlog za to so bili dvomi slednje o razširjeni korupciji med agenti BNDD, zato je decembra 1970 zaprosil za pomoč CIA-o.
Leta 1973 se je BNDD združil z na novo ustanovljeno DEA (Drug Enforcement Administration)

DEA

DEA je bila ustanovljena 1. julija 1973 na podlagi načrta reorganizacije št. 2 iz leta 1973 pod predsedstvom Richarda Nixona. Ta načrt je predlagal ustanovitev enotne zvezne agencije, ki bi prevzela zvezne pristojnosti na področju drog, pa tudi utrdila in uskladila vladne dejavnosti na področju nadzora drog. Ko je predlog sprejel kongres, so bile BNDD, Urad za uveljavljanje zakonodaje o zlorabi drog (ODALE) in druge zvezne agencije združene, in tako ustanovile DEA.
DEA je imela dva sedeža. V zgodnjih 70-ih se je nahajala na 1405 Eye Street, Washington. Leta 1976 je v požaru tam nastala resna materialna škoda. 
Leta 1989 se je sedež preselil v vojaško-mornariški pogon v Arlingtonu. Leta 1996 so, po napadih Oklahome proti zvezni zgradbi, v kateri so imeli svojo delegacijo DEA, FBI in ATF, utrpeli veliko izgub. Zaradi omenjenega napada je bil njen sedež kvalificiran kot IV. Stopnja varstvenih standardov zveznih zgradb, kar je pomenilo, da je bil v primeru terorističnih napadov ocenjen kot zelo tvegan cilj in imel zato znatno povečano varnost objekta.

ORGANIZACIJA

DEA-o vodi vodja za uveljavljanje drog (Administrator of Drug Enforcement), ki ga imenuje predsednik Združenih držav in ga potrdi senat. Skrbnik oz. vodja poroča generalnemu državnemu tožilcu prek namestnika državnega tožilca. Skrbniku oz. vodji pomagajo namestnik vodje, vodja operacij, glavni inšpektor in trije pomočniki (za oddelke za podporo operacijam, obveščevalno službo in kadrovske zadeve). Drugi vodilni uslužbenci so glavni finančni uradnik in glavni svetovalec. Vodja in namestnik vodje sta edino osebje imenovano v DEA s strani predsednika; vsi drugi uradniki DEA so zaposleni vladni delavci. Sedež DEA se nahaja v Arlingtonu, Virginia, nasproti Pentagona. Vzdržuje svojo DEA Akademijo, ki se nahaja v bazi morskih korpusov Quantico v Quanticu v Virginiji skupaj z akademijo FBI. V njem je 21 domačih področnih oddelkov s 221 področnimi uradi in 92 tujimi uradi v 70 državah. S proračunom, ki presega 2 milijardi dolarjev, DEA zaposluje več kot 10.800 ljudi, vključno z več kot 4.600 posebnimi agenti in 800 analitiki obveščevalnih služb. Postati posebni agent ali analitik obveščevalne službe pri DEA je konkurenčen proces.

POSEBNI AGENTI

Od leta 2017 je bilo v Upravi za boj proti drogam zaposlenih 4.650 posebnih uslužbencev. Začetna plača agentov DEA je 49.746–55.483$. Po štirih letih dela kot agent pa se plača dvigne na več kot 92.592$. 
Potem, ko prejmejo pogojno ponudbo o zaposlitev, morajo rekruti zaključiti 18-tedensko strogo usposabljanje, ki vključuje predavanja o poznavanju strelnega orožja (vključno z osnovami natančnega streljanja), varnem rokovanju z orožjem, taktično streljanje in usposabljanje za odločanje o uporabi smrtonosne sile. Da bi diplomirali, morajo študenti imeti povprečje 80 odstotkov na akademskih izpitih, opraviti preizkus s strelnim orožjem, uspešno dokazati, da posedujejo vodstvene vrline in jemati dobre odločitve v praktičnih scenarijih ter opraviti stroge fizične naloge. Po diplomi zaposleni pridobijo naziv posebnega agenta DEA.
DEA ne upošteva prosilcev, ki so v preteklosti kadarkoli uporabljali mamil ali druge prepovedane droge. Preiskava o tem običajno vključuje poligraf za tiste,ki kandidirajo za mesta specialnih agentov, preiskovalcev za preusmeritve in strokovne položaje za raziskovalno delo.
Prosilci pri katerih so, skozi preiskavo ali z njihovim osebnim priznanjem, ugotovili, da so eksperimentirali z uporabo mamil ali nevarnih drog, ki jim niso bili medicinsko predpisani, ne bodo upoštevani pri zaposlovanju v Upravi za boj proti drogam. Izjeme pri tej politiki so lahko le prosilci, ki priznavajo omejeno mladostno uporabo marihuane. Takšni prosilci se lahko obravnavajo kot kandidati za zaposlitev, če ni nobenih dokazov o redni, potrjeni uporabi in so celotne raziskave in rezultati drugih testov v postopku ugodni.
Relativno strogo stališče DEA-e v zvezi s tem vprašanjem, je v nasprotju s stališčem Zveznega preiskovalnega urada (FBI), ki je leta 2005 sprostil politiko o zaposlovanje, ki se nanaša na zgodovino uporabe drog. 
ODDELEK ZA LETALSTVO

 DEA ima svoj oddelek za letalstvo, imenovan tudi Urad za letalske operacije (OA), ki ima sedež na letališču v Fort Worthu v Teksasu. Njegovo floto sestavlja 106 letal in 124 pilotov.
Mobilne podporne ekipe
Mobilne podporne skupine (METs - Mobile Enforcement Teams) so specializirane skupine, ki so zasnovane kot enote podpore, ki se posvečajo napadom na trgovine z drogami in odstranjevanju uličnega nasilja, v sodelovanju z lokalnimi oblastmi. Razdeljeni so na 21 področnih oddelkov in se ponavadi osredotočajo na podeželska območja in majhna mestna središča, ki nimajo dovolj sredstev za boj proti organiziranemu kriminalu.
VPLIV NA TRGOVINO Z DROGAMI

 Leta 2005 je DEA glede na dokumente zasegla 1.4 milijarde dolarjev sredstev v trgovini z drogami in za 477 milijonov dolarjev drog. Po navedbah Urada za politiko nadzora nad drogami v Beli hiši, je skupna vrednost vseh drog prodanih v ZDA, kar 64 milijard dolarjev letno, kar daje DEA-i stopnjo učinkovitosti manj kot 1% pri prestrezanju pretoka drog v ZDA in znotraj ZDA. Kritiki Uprave (DEA) (med njimi Milton Friedman prejemnik Nobelove nagrade za gospodarstvo, pred smrtjo član Izvršilnega odbora proti prepovedi drog) poudarjajo, da je povpraševanje po drogah neprožno; ljudje, ki kupujejo droge jih bodo še naprej kupovali z majhnim upoštevanjem cene, pogosto pa se bodo obrnili h kriminalu, da bi lahko financirali svoje drage razvade. Ena nedavna študija DEA je pokazala, da cene kokaina in metamfetamina niso nikoli bile višje, medtem ko kakovost ni nikoli bila tako nizka. Ta študija pa je v nasprotju z zbirko podatkov, ki jih je objavil Urad za nacionalno politiko nadzora nad drogami, ki navaja, da se je čistost uličnih drog povečala, cena pa zmanjšala. 

SISTEM ZA NADZOR PREUSMERITVE

Številni problemi povezani z zlorabo drog, so posledica zakonito proizvedenih nadzorovanih snovi, ki se potem preusmerijo iz zakonitega namena v nelegalni promet prepovedanih drog. Veliko analgetikov, depresivov in stimulansov, proizvedenih za zakonito medicinsko uporabo, lahko pogosto nosijo potencial za odvisnost ali zlorabo. Zato so bile nekatere snovi s tega seznama zakonito nadzorovane, da bi se preprečilo uporabo in zagotovilo varnost prebivalstva. Cilj take kontrole je, da so te »nadzorovane substance« na voljo za medicinsko uporabo, hkrati pa preprečuje njihovo nedovoljeno distribucijo in nemedicinsko uporabo. To je lahko težavno, včasih povzroča težave pri dobavljanju zdravila potrebnim pacientom in ponudnikom zdravstvenih storitev, medtem ko se poskušajo izogniti nezakoniti trgovini in uživanju zdravil s seznama.
Po zveznem zakonu se morajo vsa podjetja, ki proizvajajo ali distribuirajo nadzorovane droge, vsi zdravstveni delavci, ki imajo pravico izdajati, upravljati ali predpisovati zdravila in vse lekarne, ki imajo pravico izpolnjevati recepte, registrirati pri DEA. Registracijski zavezanci morajo upoštevati vrsto regulativnih zahtev v zvezi z varnostjo zdravil, evidentirati odgovornost in spoštovati določene standarde. Vse te preiskave izvajajo preiskovalci preusmeritve (Diversion Investigators = DIs). DI izvedejo preiskave, da bi odkrile in raziskale domnevne vire zlorabe ter sprejele ustrezne civilne in upravne ukrepe. Programi za upravljanje baz podatkov na recept (PDMP = Prescription Database Management Programs) pomagajo in olajšujejo preiskave in nadzor.

POLEMIKE

 Leta 1990 je bil mehiški državljan dr. Humberto Álvarez Machain aretiran (brez predhodnega obvestila mehiških oblasti) v Guadalajari, s strani 'lovcev na glave', ki jih je najela DEA. Z zasebnim letalom so ga premestili v El Paso v Teksasu, kjer so ga namestili v priporu in nato predali vrhovnemu sodišču v San Franciscu v Kaliforniji, zaradi suma, da je leta 1985 sodeloval pri mučenju in umoru agenta DEA-e Enriqueja Camarene Salazarja, ki se je infiltriral v mehiško trgovino z drogami. To je obveljalo kot primer ugrabitve in ekstrateritorialnosti ameriških zakonov, kljub protestom mehiških oblasti so mu sodili, kasneje je bil sicer oproščeni obtožb, a osvobojen veliko kasneje. Álvarez je kasneje poskušal preganjati ameriško vlado zaradi njegovega ujetja.

Ko je leta 1992 vodja Medellinskega kartela Pablo Escobar pobegnil iz zapora La Catedral v Envigadu (Kolumbija), je DEA skupaj s kolumbijskimi oblastmi začela iskati vodilnega trgovca z mamili. Nekatere preiskave in izjave kolumbijskih paravojaških sil so pokazale, da DEA ni usposabljala le članov elitne sile iskalnega oddelka, ampak je poučevala in usposabljala za zasledovanje ter ekstremen boj tudi člane teroristične organizacije PEPES, ki jo vodita brata Castaño v sodelovanju s člani kartela Cali pri zasledovanju Pabla Escobarja.

Leta 2005 je nekdanji pravosodni minister Venezuele Pedro Carreño obtožil DEA-o, da naj bi vzpostavila stike s preprodajalci drog, ki delujejo v državi. Obtožba s strani Carreña je prišla kmalu po tem, ko je takratni predsednik Hugo Chávez prekinil obstoječe sporazume o sodelovanju z ZDA. Po objavi kritičnega poročila o Venezueli, ki ga je februarja leta 2007 objavil 'State Department', je Carreño ponovil obtožbe v katerih je med drugim izjavil, da se nahajajo pred novim kartelom.

DEA je 11. Maja leta 2011 umorila 4 staroselce v regiji Mosquitia v Hondurasu.

DEA se je pogodila z voditeljema kartela iz Sinaloe (Mehiko) Joaquínom Loera "El Chapo" Guzmánom in Ismaelom "El Mayo" Zambadom. Obljubila jim je imuniteto v vsakem sodnem postopku v ZDA, v zameno za informacijo o konkurenčnih kartelih. Ta pakt valja od leta 2004.
5. decembra 2024 je DEA povečala nagrado za informacije, ki vodijo do aretacije Nemesia Oseguere Cervantesa "El Mencho" z 10 na 15 milijonov dolarjev. El Mencho je voditelj najmočnejšega kartela na svetu - CJNG (Cartel de Jalisco Nueva Generacion).